# What Shall We Do with Our Old?
What Shall We Do with Our Old? er en amerikansk stumfilm fra 1911 af D. W. Griffith.

## Medvirkende
- W. Chrystie Miller
- Claire McDowell
- Adolph Lestina
- George Nichols
- Francis J. Grandon